# Przedsiębiorstwo Napraw Infrastruktury
Przedsiębiorstwo Napraw Infrastruktury (PNI) – przedsiębiorstwo będące obecnie w strukturach PKP Polskie Linie Kolejowe S.A., świadczące usługi w zakresie napraw i modernizacji infrastruktury kolejowej.

## Historia
Przedsiębiorstwo Napraw Infrastruktury powstało 1 lutego 2007 w wyniku połączenia Przedsiębiorstwa Utrzymania Infrastruktury Kolejowej w Katowicach oraz Zakładów Napraw Infrastruktury w: Radomiu, Stargardzie i Warszawie.
Właścicielem przedsiębiorstwa od 2011 roku do 2018 roku była spółka Budimex, która kupiła 100% udziałów od PKP S.A.
W sierpniu 2012 PNI złożyło do sądu wniosek o ogłoszenie upadłości. Sąd przychylił się do wniosku i 13 września 2012 oficjalnie ogłoszono upadłość przedsiębiorstwa. 11 kwietnia 2018 roku przedsiębiorstwo w stanie upadłości od spółki Budimex kupiła spółka PKP Polskie Linie Kolejowe S.A..
PNI PKP PLK S.A. zajmuje się zarówno naprawą, jak i budową od podstaw sieci torowej, a także wiat, peronów i obiektów inżynieryjnych. 